# Gitterebene

Auswahl von Gitterebenen in einem Würfel

Als Gitter- oder Netzebene bezeichnet man in der Kristallographie eine Ebene, die durch Punkte des Kristallgitters aufgespannt wird. Ihre Lage im Raum wird durch die millerschen Indizes (hkl) beschrieben.

## Beschreibung
Ein Kristallgitter lässt sich beschreiben als ganzzahlige Linearkombination der Basisvektoren {\displaystyle {\vec {a}}_{1}}, {\displaystyle {\vec {a}}_{2}} und {\displaystyle {\vec {a}}_{3}} (Richtungen der Kristallachsen des jeweiligen Kristallsystems). Eine Ebene diese Gitters ist festgelegt durch ihre drei Schnittpunkte mit den Kristallachsen.
Die millerschen Indizes (hkl) bezeichnen die Ebene, die an den Punkten {\displaystyle {\tfrac {1}{h}}{\vec {a}}_{1}}, {\displaystyle {\tfrac {1}{k}}{\vec {a}}_{2}} und {\displaystyle {\tfrac {1}{l}}{\vec {a}}_{3}} von den Kristallachsen geschnitten wird, d. h. gerade an den Kehrwerten der einzelnen Indizes (in der Abb. besonders gut zu sehen z. B. am Fall (102) unten: Schnittpunkte (1|0|0) und (0|0|½)). Ein Index von Null bezeichnet dabei einen Schnittpunkt im Unendlichen bzw. einen effektiv nicht vorhandenen Schnittpunkt, d. h. der zugehörige Basisvektor ist parallel zur Ebene.
Senkrecht auf der durch die millerschen Indizes (hkl) definierten Gitterebene steht der Gittervektor {\displaystyle {\vec {G}}=h{\vec {g}}_{1}+k{\vec {g}}_{2}+l{\vec {g}}_{3}} des reziproken Gitters mit den Basisvektoren {\displaystyle {\vec {g}}_{1}}, {\displaystyle {\vec {g}}_{2}} und {\displaystyle {\vec {g}}_{3}} .

### Gitterebenenabstand
Eine Schar von Gitterebenen besteht aus allen parallel verlaufenden Gitterebenen mit jeweils dem Gitterebenenabstand {\displaystyle d_{\mathrm {hkl} }}. Dieser kann aus den millerschen Indizes und den reziproken Gittervektoren berechnet werden:
{\displaystyle d_{\mathrm {hkl} }={\frac {2\pi }{|h\,{\vec {g}}_{1}+k\,{\vec {g}}_{2}+l\,{\vec {g}}_{3}|}}}
Für Kristallsysteme mit rechtwinkligen Achsen, also orthorhombische und höher symmetrische Gitter (tetragonale und kubische Systeme), gilt mit den Gitterkonstanten {\displaystyle a}, {\displaystyle b}, {\displaystyle c}:
{\displaystyle d_{\mathrm {hkl} }={\frac {1}{\sqrt {\left({\frac {h}{a}}\right)^{2}+\left({\frac {k}{b}}\right)^{2}+\left({\frac {l}{c}}\right)^{2}}}}}
Dies vereinfacht sich z. B. für kubische Systeme durch Gleichsetzen von {\displaystyle a=b=c} weiter:
{\displaystyle d_{\mathrm {hkl} }={\frac {a}{\sqrt {h^{2}+k^{2}+l^{2}}}}}

## Herleitungen
Eine Ebene (hkl) ist eindeutig definiert durch drei nicht auf einer Gerade liegende Punkte. Dies sind hier die Schnittpunkte mit den Kristallachsen: {\displaystyle {\vec {P}}_{1}={\frac {1}{h}}{\vec {a}}_{1}}, {\displaystyle {\vec {P}}_{2}={\frac {1}{k}}{\vec {a}}_{2}} und {\displaystyle {\vec {P}}_{3}={\frac {1}{l}}{\vec {a}}_{3}}. Die Vorfaktoren {\displaystyle {\frac {1}{h}}}, {\displaystyle {\frac {1}{k}}}, {\displaystyle {\frac {1}{l}}} ergeben sich aus den Kehrwerten der millerschen Indizes.
Die Punkte auf der Ebene lassen sich beschreiben durch die Parameterform {\displaystyle {\vec {r}}={\vec {r}}_{0}+\lambda {\vec {u}}+\mu {\vec {v}}} (mit Aufpunkt und zwei Richtungsvektoren, die in der Ebene liegen und nicht kollinear sind). Liegen zwei Punkte in der Ebene, so liegt deren Verbindungsvektor ebenfalls in der Ebene. Hierüber lassen sich die Richtungsvektoren konstruieren ({\displaystyle {\vec {u}}={\vec {P}}_{1}-{\vec {P}}_{2}} und {\displaystyle {\vec {v}}={\vec {P}}_{2}-{\vec {P}}_{3}}). Als Aufpunkt wähle irgendeinen in der Ebene liegenden Punkt (hier {\displaystyle {\vec {P}}_{1}}):
{\displaystyle {\vec {r}}={\frac {1}{h}}{\vec {a}}_{1}+\lambda \left({\frac {1}{h}}{\vec {a}}_{1}-{\frac {1}{k}}{\vec {a}}_{2}\right)+\mu \left({\frac {1}{k}}{\vec {a}}_{2}-{\frac {1}{l}}{\vec {a}}_{3}\right)}
Bildet man das Skalarprodukt zwischen dem reziproken Gittervektor {\displaystyle {\vec {G}}=h{\vec {g}}_{1}+k{\vec {g}}_{2}+l{\vec {g}}_{3}} und {\displaystyle {\vec {r}}} unter Ausnutzung der Relation {\displaystyle {\vec {g}}_{i}\cdot {\vec {a}}_{j}=2\pi \delta _{ij}}, so ergibt sich:
{\displaystyle {\vec {G}}\cdot {\vec {r}}=\underbrace {{\frac {1}{h}}\underbrace {{\vec {G}}\cdot {\vec {a}}_{1}} _{2\pi \,h}} _{=2\pi }+\lambda \underbrace {\left({\frac {1}{h}}\underbrace {{\vec {G}}\cdot {\vec {a}}_{1}} _{2\pi \,h}-{\frac {1}{k}}\underbrace {{\vec {G}}\cdot {\vec {a}}_{2}} _{2\pi \,k}\right)} _{=0}+\mu \underbrace {\left({\frac {1}{k}}\underbrace {{\vec {G}}\cdot {\vec {a}}_{2}} _{2\pi \,k}-{\frac {1}{l}}\underbrace {{\vec {G}}\cdot {\vec {a}}_{3}} _{2\pi \,l}\right)} _{=0}=2\pi }
Für einen Normalenvektor der Ebene {\displaystyle {\vec {n}}} sind die Skalarprodukte mit den Richtungsvektoren gleich Null ({\displaystyle {\vec {n}}\cdot {\vec {u}}=0} und {\displaystyle {\vec {n}}\cdot {\vec {v}}=0}). Genau das trifft auf {\displaystyle {\vec {G}}=h{\vec {g}}_{1}+k{\vec {g}}_{2}+l{\vec {g}}_{3}} zu, dieser steht also auf der Ebene (hkl) senkrecht.
Durch den Gitterpunkt am Koordinatenursprung verläuft parallel zur gerade betrachteten Ebene durch {\displaystyle P_{1}} auch eine Ebene mit den Indizes (hkl). Deren Abstand ist die Projektion eines Verbindungsvektors beider Ebenen ({\displaystyle {\vec {r}}-{\vec {0}}={\vec {r}}}) auf den normierten Normalenvektor ({\displaystyle {\vec {G}}/G}). Dies ergibt zusammen mit obiger Rechnung den Gitterebenenabstand:
{\displaystyle {\frac {\vec {G}}{G}}\cdot {\vec {r}}={\frac {2\pi }{|h{\vec {g}}_{1}+k{\vec {g}}_{2}+l{\vec {g}}_{3}|}}\equiv d_{\mathrm {hkl} }}
Im Nenner treten bei der Betragsbildung sowohl die Längen der reziproken Gittervektoren auf ({\displaystyle {\vec {g}}_{i}^{\,2}=|{\vec {g}}_{i}|^{2}}) als auch die Projektionen der Gittervektoren aufeinander ({\displaystyle {\vec {g}}_{i}\cdot {\vec {g}}_{j}} mit {\displaystyle i\neq j}). Letztere sind bei nicht-orthogonalen Kristallsystemen ungleich Null:
{\displaystyle d_{\mathrm {hkl} }={\frac {2\pi }{|h{\vec {g}}_{1}+k{\vec {g}}_{2}+l{\vec {g}}_{3}|}}={\frac {2\pi }{\sqrt {h^{2}{\vec {g}}_{1}^{\,2}+k^{2}{\vec {g}}_{2}^{\,2}+l^{2}{\vec {g}}_{3}^{\,2}+2hk\,{\vec {g}}_{1}\cdot {\vec {g}}_{2}+2hl\,{\vec {g}}_{1}\cdot {\vec {g}}_{3}+2kl\,{\vec {g}}_{2}\cdot {\vec {g}}_{3}}}}}
Ein orthorhombisches Kristallsystem ist ein rechtwinkliges Kristallsystem mit drei 90°-Winkeln, jedoch ohne gleich lange Achsen. Die Gittervektoren lauten hier ausgedrückt bzgl. der kanonischen Einheitsbasis:
{\displaystyle {\vec {a}}_{1}=a\,{\hat {e}}_{x}}
{\displaystyle {\vec {a}}_{2}=b\,{\hat {e}}_{y}}
{\displaystyle {\vec {a}}_{3}=c\,{\hat {e}}_{z}}
Und die dazugehörigen reziproken Gittervektoren sind ebenfalls orthogonal ({\displaystyle {\vec {g}}_{i}\cdot {\vec {g}}_{j}=0} für {\displaystyle i\neq j}):
{\displaystyle {\vec {g}}_{1}={\frac {2\pi }{a}}\,{\hat {e}}_{x}}
{\displaystyle {\vec {g}}_{2}={\frac {2\pi }{b}}\,{\hat {e}}_{y}}
{\displaystyle {\vec {g}}_{3}={\frac {2\pi }{c}}\,{\hat {e}}_{z}}
Setze diese in obige allgemeine Formel für den Gitterebenenabstand ein:
{\displaystyle d_{\mathrm {hkl} }={\frac {2\pi }{\left|h{\frac {2\pi }{a}}\,{\hat {e}}_{x}+k{\frac {2\pi }{b}}\,{\hat {e}}_{y}+l{\frac {2\pi }{c}}\,{\hat {e}}_{z}\right|}}={\frac {1}{\sqrt {\left({\frac {h}{a}}\right)^{2}+\left({\frac {k}{b}}\right)^{2}+\left({\frac {l}{c}}\right)^{2}}}}}
Das kubische Kristallsystem ist ebenfalls rechtwinklig, aber zusätzlich sind die Gitterkonstanten bezüglich jeder Kristallachse gleich {\displaystyle a=b=c} und die Formel vereinfacht sich weiter zu:
{\displaystyle d_{\mathrm {hkl} }={\frac {a}{\sqrt {h^{2}+k^{2}+l^{2}}}}}